# Samye pervye
Samye pervye (Самые первые) è un film del 1961 diretto da Anatolij Michajlovič Granik.